# The Magazine
 (septembre 2022).
Si vous disposez d'ouvrages ou d'articles de référence ou si vous connaissez des sites web de qualité traitant du thème abordé ici, merci de compléter l'article en donnant les références utiles à sa vérifiabilité et en les liant à la section « Notes et références ».
The Magazine est le quatrième album de la chanteuse américaine Rickie Lee Jones, sorti en 1984. Elle l'a composé partiellement en France et coproduit avec James Newton Howard.

## Titres
1. Prelude to Gravity
2. Gravity
3. Juke Box Fury
4. It Must Be Love
5. Magazine
6. The Real End
7. Deep Space
8. Runaround
9. Theme for the Pope
10. The Unsigned Painting: The Weird Beast